# Lbín (Bžany)
Lbín (německy Welbine) je vesnice, část obce Bžany v okrese Teplice. Nachází se asi 2,5 kilometru severozápadně od Bžan.

## Historie
První písemná zmínka o vesnici pochází z roku 1102, ale uvádí se také až rok 1333. Lbín byl od nepaměti v majetku mocných Vršovců. Ke statkům proboštství se dostal asi v roce 1174, kdy došlo k narovnání mezi kapitulou a potomky Vršovce z Nepomeje. Roku 1333 je zmiňován při prodeji Kostomlatského panství svědek Našek ze Lbína. Později patřila část Lbína Teplicům a část Hodkům, kdy roku 1540 Jakub Hodek ze Želevic koupil část se dvorem od rytířů z Března. Roku 1547 přešla část Lbína sňatkem na Zikmunda Velvetského z Nezpečova a ten pak obě části obce spojil. Dědicové prodali roku 1610 tvrz Lbín s vesnicemi Lysec a Pytlíkov Rostislavu Vchynickému ze Vchynic. Od té doby byl Lbín součástí teplického panství, které přešlo konfiskací do majetku Clary-Aldringenů. Obec Lbín měla jeden statek. Obyvatelstvo se živilo hlavně zemědělstvím, ovocnářstvím a pěstováním vinné révy.
V 18. století byly ve Lbíně postaveny dva mlýny:
- válcový mlýn uprostřed obce poháněný náhonem vedeným do mlýna od bývalého splavu za obcí Lysec. Náhon již neexistuje a mlýn slouží dnes pro bydlení;
- olejový mlýn pak stál přímo na řece Bílině při silnici do Úpořin. Mlýn byl v roce 1963 zdemolován.

Pro rozvoj obce měla velký význam výstavba železniční dráhy Trmice–Bílina roku 1874. Mezi základními stanicemi byla původně stanice v Lysci, ta však byla roku 1933 nahrazena novou vhodnější stanicí ve Lbíně. Elektrická energie byla do obce zavedena v roce 1927. V 19. století nastal s rozmachem lázeňství také rozmach cestovního ruchu a tím i výletů do okolí Teplicka. S ohledem na pěknou polohu vesnice v údolí Bíliny, lemovanou vrcholky Českého středohoří, tudy vedla důležitá turistická cesta na Milešovku (dnes červeně označená). Cesta z Teplic – zvaná Pytlíkovská cesta – byla lemována několika restauracemi. Ve Lbíně v tu dobu prosperovaly čtyři hospody. Tato trasa byla vhodná jak pro vycházky rodin s dětmi, pro lázeňské hosty i pro turisty náročnější. Bylo totiž možné cestu zakončit v kterékoliv zastávce na této trase a vrátit se vlakem zpět do Teplic.

## Přírodní poměry
Lbín leží v katastrálním území Lysec o výměře 2,82 km². Nachází se v Českém středohoří v nadmořské výšce okolo 190 metrů, na obou březích řeky Bíliny.

## Obyvatelstvo
Obec měla nejvíce obyvatel v roce 1924. Z celkového počtu 326 bylo 224 Němců a 102 Čechů.
|                                                                | 1869 | 1880 | 1890 | 1900 | 1910 | 1921 | 1930 | 1950 | 1961 | 1970 | 1980 | 1991 | 2001 | 2011 | 2021 |
| -------------------------------------------------------------- | ---- | ---- | ---- | ---- | ---- | ---- | ---- | ---- | ---- | ---- | ---- | ---- | ---- | ---- | ---- |
| Obyvatelé                                                      | 180  | 230  | 275  | 316  | 331  | 326  | 363  | 164  | 188  | 168  | 156  | 111  | 77   | 123  | 105  |
| Domy                                                           | 30   | 36   | 38   | 43   | 43   | 45   | 50   | 56   | —    | 46   | 45   | 43   | 32   | 49   | 51   |
| Počet domů z roku 1961 je zahrnut v domech místní části Lysec. |      |      |      |      |      |      |      |      |      |      |      |      |      |      |      |

## Obecní správa
Při sčítání lidu v letech 1869–1900 Lbín byl osadou obce Kladruby v okrese Teplice, v letech 1910–1980 byla uváděna jako část obce Lysec, se kterým patřil nejprve do okresu Teplice, ale v letech 1921–1930 v okrese Teplice-Šanov a v letech 1950–1980 znovu do okresu Teplice. Od 1. července 1980 je částí obce Bžany v okrese Teplice.

## Doprava
Vesnicí vede železniční trať Trmice–Bílina, na které se zde nachází železniční zastávka. Prochází jí také červeně značená turistická trasa z Teplic do Třebívlic a z východního okraje Lbína vede půl kilometru dlouhá naučná stezka se čtyřmi zastaveními na vrchol Supího vrchu. Stezka vznikla v roce 2019 a zaměřuje se na geologii, přírodu a krajinu.

## Pamětihodnosti

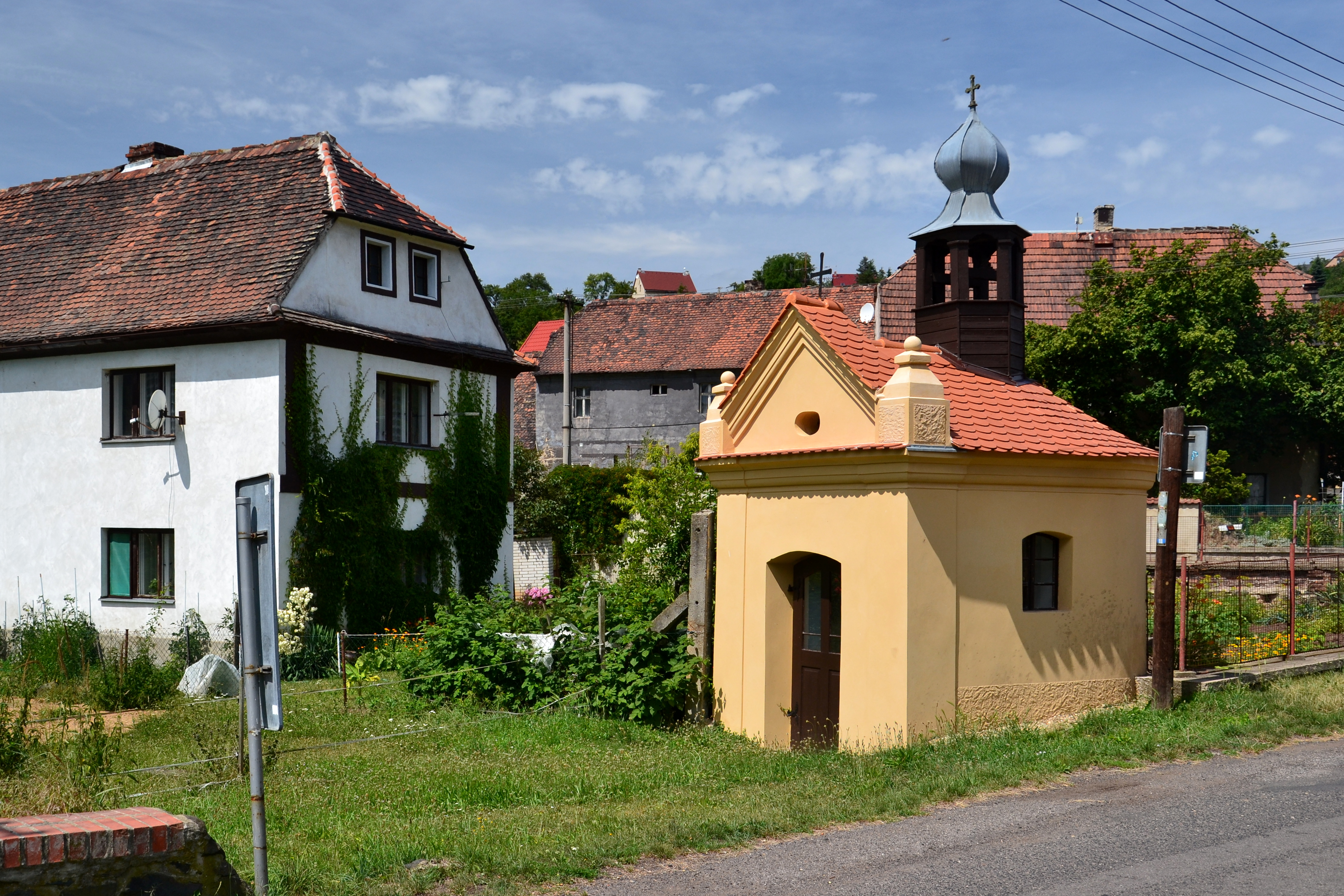
Kaple

- Kamenný most přes řeku Bílinu v obci z poloviny 18. století
- Kaplička postavená obcí roku 1805 a téhož roku zasvěcená svatému Antonínovi Paduánskému.[12] Kaple stojí při průjezdní silnicí přes řeku Bílinu. Stavba je udržovaná a je v majetku obce Bžany. Zvony z kaple padly za oběť jak první, tak druhé světové válce a nebyly nahrazeny novými.
- Lysecký poklad – naleziště z roku 1884 – při výstavbě rodinného domu čp. 21 pana Schöpkeho ve Lbíně byly nalezeny ozdobné předměty z prvního až druhého tisíciletí př. n. l. Předměty jsou součástí sbírky Muzea v Teplicích. Dům čp. 21 byl situován mezi domy čp. 23 a čp. 20 v padesátých letech 20. století zdemolován.